# ...Baby One More Time
...Baby One More Time е дебютният студиен албум на американската певица Бритни Спиърс. Издаден е през януари 1999 г. в САЩ и Канада, а през март същата година е издаден и във Великобритания. ...Baby One More Time е най-продаваният от всички албуми на певицата, с тираж от 30 милиона копия в целия свят, достигайки диамантен статут в САЩ и Канада. Задържа се по продажби 51 седмици в топ 10 на Билборд 200 и 60 седмици в топ 20 на същата класация. Това прави дебютният албум на Бритни Спиърс най-продаваният в САЩ музикален албум на жена изпълнител. Албумът ...Baby One More Time е и първият от четирите последователни албума на Бритни Спиърс, които достигат #1 в класацията Билборд 200 за най-продавани албуми.

## Списък на песните

### Оригинален траклист
1. ...Baby One More Time – 3:30
2. (You Drive Me) Crazy – 3:17
3. Sometimes – 4:05
4. Soda Pop – 3:20
5. Born to Make You Happy – 4:03
6. From the Bottom of My Broken Heart – 5:11
7. I Will Be There – 3:53
8. I Will Still Love You (с Дон Филип) – 4:02
9. Thinkin' About You – 3:35
10. E-Mail My Heart – 3:41
11. The Beat Goes On – 3:43

### Интернационално издание
1. Deep in My Heart – 3:35
2. Thinkin' About You – 3:35
3. E-Mail My Heart – 3:41
4. The Beat Goes On – 3:43

### Азиатско издание
1. I'll Never Stop Loving You – 3:41
2. ...Baby One More Time (Davidson Ospina Radio Mix) – 3:24

### Делукс и Японско издание
1. I'll Never Stop Loving You – 3:41
2. Autumn Goodbye – 3:40
3. ...Baby One More Time (Davidson Ospina Radio Mix) – 3:24
4. ...Baby One More Time (Boy Wunder Radio Mix) – 3:27

### Южнокорейско лимитирано издание
1. (You Drive Me) Crazy (The Stop Remix!) – 3:16
2. (You Drive Me) Crazy (Spacedust Club Mix) – 7:20
3. Sometimes (Soul Solution – Mid Tempo Mix) – 3:29
4. ...Baby One More Time (Davidson Ospina Club Mix) – 5:40
5. I'll Never Stop Loving You – 3:41
6. I'm So Curious – 3:35

### Сингапурско лимитирано издание
1. Born to Make You Happy (Radio Edit) – 3:35
2. Born to Make You Happy (Bonus Remix) – 3:40
3. (You Drive Me) Crazy (Jazzy Jim's Hip-Hop Mix) – 3:40
4. ...Baby One More Time (Answering Machine Message) – 0:21

## Сингли
- ...Baby One More Time
- Sometimes
- (You Drive Me) Crazy
- Born To Make You Happy
- From the Bottom of My Broken Heart